# Anarchia dei vent'anni
L'Anarchia dei vent'anni è un termine storiografico utilizzato da alcuni studiosi moderni per indicare un periodo di instabilità interna all'Impero Bizantino, segnato dalla rapida successione di diversi imperatori al trono tra la prima deposizione di Giustiniano II nel 695 e l'ascesa di Leone III Isaurico nel 717, fatto quest'ultimo che portò all'instaurarsi della Dinastia isaurica.

## Giustiniano II e gli usurpatori, 685–711
Giustiniano II (685–711) mise in moto una serie di eventi a catena con un comportamento violento e dispotico. Le sue politiche incontrarono una considerevole opposizione, provocando addirittura una ribellione guidata da Leonzio (695–698) nel 695, che lo depose e lo esiliò, precipitando l'impero in un prolungato periodo di instabilità ed anarchia, dove sette imperatori si succedettero nell'arco di ventidue anni.
Leonzio diede prova di essere altrettanto impopolare e venne a sua volta detronizzato da Tiberio III (698–705). Tiberio tentò di sostenere la frontiera orientale e di rinforzare le difese di Costantinopoli, ma nel frattempo Giustiniano stava ancora cospirando per riprendersi il trono e per questo formò un'alleanza coi Bulgari riuscendo poi a riprendere la capitale bizantina ed a mettere a morte Tiberio.
Giustiniano continuò il suo regno quindi per altri sei anni (705–711). Il suo trattamento nei confronti di Tiberio e dei suoi sostenitori era stato brutale e tale continuò durante il resto del suo regno. Perse i territori ripresi ad est da Tiberio, ed impose le sue visioni anche al papa. Ad ogni modo dovette affrontare una nuova ribellione guidata questa volta da Filippico Bardane (711–713). Giustiniano venne catturato e giustiziato come suo figlio e co-imperatore, Tiberio (706–711), estinguendo così la Dinastia eracliana bizantina. Giustiniano aveva già proiettato però l'impero bizantino ben oltre i suoi confini originari, abolendo il ruolo di Console ed unendolo a quello di imperatore, rafforzando così la sua posizione come monarca assoluto.

## Filippico Bardane, 711–713
La ribellione di Filippico Bardane andò oltre la politica sino alla religione, deponendo anche il patriarca di Costantinopoli, Ciro, ristabilendo il Monotelitismo e ribaltando il Sesto Concilio Ecumenico che a sua volta allontanò l'impero da Roma. I bulgari nel frattempo raggiunsero le mura di Costantinopoli e mossero le loro truppe per difendere la capitale permettendo agli Arabi di compiere delle incursioni ad est. Il suo regno terminò brutalmente quando una ribellione armata lo depose e lo rimpiazzò con Anastasio II (713–715).

## Anastasio II, 713–715
Anastasio cancellò le politiche religiose del suo predecessore e rispose agli attacchi arabi via mare e via terra, questa volta portandosi sino in Galazia nel 714 con alcuni successi. Ad ogni modo l'esercito che lo aveva posto sul trono (l'armata Opsikion) insorse contro di lui, proclamando un nuovo imperatore ed assediando Costantinopoli per sei mesi, costringendo Anastasio alla fuga.

## Teodosio III, 715–717
Le truppe avevano proclamato Teodosio III (715–717) come nuovo imperatore, ma non appena egli ebbe sopraffatto Anastasio dovette immediatamente confrontarsi con gli Arabi per il Secondo assedio arabo di Costantinopoli (717–718), fatto che lo costrinse a cercare assistenza presso i Bulgari. A sua volta egli dovette fronteggiare una rivolta di altri due themata, Anatolikon e Armeniakon nel 717, e scelse pertanto di rinunciare al trono, venendo succeduto da Leone III (717–741) portando alla fine un ciclo di violenza ed instabilità.
È sorprendente come l'Impero Bizantino sia stato in grado di sopravvivere a tutte queste difficoltà e per un tempo così prolungato, malgrado i molti problemi interni, il collasso dell'Impero sassanide, le invasioni arabe e l'essere minacciato su più fronti nello stesso momento. Ad ogni modo, la forza dell'organizzazione militare dell'impero fu un punto focale di questa resistenza.